# بیانکا دل ریو
بیانکا دل ریو (انگلیسی: Bianca Del Rio؛ زادهٔ ۲۷ ژوئن ۱۹۷۵) یک هنرپیشه، کمدین توهین‌کننده، طراح صحنه و لباس و زن‌پوش اهل ایالات متحده آمریکا است.